# 灣裡交流道
灣裡交流道位於臺灣臺南市南區興農里、省躬里交界處，台86線里程指標2k，連結永成路一段的交流道，此交流道也是永成路一段的通車起點，可前往萬年路及中華南路，是臺南市區與台86線之間的聯絡道路之一，也可藉由高架橋下聯絡道通往萬年路、明興路、灣裡路及喜樹路。
台86線灣裡交流道以東路段已於2010年12月16日通車；而交流道以西路段也已於2013年12月15日通車。
|  | 2 灣裡 | 台南 |

## 外部連結
- 台86線灣裡交流道示意圖 （页面存档备份，存于）（交通部公路總局）